# Asia Pacific Poker Tour
O Asia Pacific Poker Tour (APPT) é uma série de torneios de pôquer patrocinado pelo PokerStars e realizados em cassinos da Ásia e do Pacífico. O APPT é similar ao European Poker Tour.
A primeira temporada decorreu de agosto a dezembro de 2007, com quatro eventos realizados em: Manila (Filipinas); Seul, Coreia do Sul); Macau (China); e Sydney (Austrália). A segunda temporada ocorreu de Setembro a Dezembro de 2008 com seis eventos realizados em cinco locais: Macau (China); Seul (Coreia do Sul); Auckland (Nova Zelândia); Manila (Filipinas); e Sydney (Austrália). 
Desde a terceira temporada, o PokerNews.com e o PokerStars.tv têm fornecido reportagens on-line intensivas, incluindo cobertura em vídeo dos apresentadores en:Lynn Gilmartin, Kristy Arnett, Sarah Grant e Nicki Pickering.
O Asia Pacific Poker Tour (APPT) é responsável por trazer os primeiros grandes torneios de pôquer Texas Hold 'em com dinheiro real sancionados pelo governo para a Coréia e a China. O PokerStars.net APPT Macau: Asian Poker Open em Novembro de 2007 foi o primeiro torneio de poker em Macau. Com 352 participantes, foi também o maior torneio de pôquer da Ásia (um evento em novembro de 2006 em Cingapura manteve o recorde anterior com 313 participantes). Com 538 participantes, o APPT Macau 2008 foi o maior torneio de poker da Ásia, no entanto, esse recorde é actualmente detido pelo APPT Beijing Millions 2014, que viu um recorde de 2.732 jogadores competirem por ¥ 7.376.400 (~US$ 1.195.647) em prêmios em dinheiro. Embora os torneios 'Millions' sejam disputados sob a marca APPT, eles são considerados séries de torneios separadas dos eventos regulares do APPT, pois não acontecem anualmente.
O maior recorde na série do APPT Main Event (evento principal) foi estabelecido no APPT Manila 2018, que viu Wilson Lim, de Cingapura, derrotar um tutal de 1.364 competidores para reivindicar o prêmio principal de ₱ 12.970.000 (~US$ 244.815), com o prêmio total chegando a ₱ 65.492.460 (~US$ 1.236.204).

## Vencedores

### 1.ª Temporada (2007)
| Data                | Evento                                  | Entradas | Premiação                     | Vencedor     | Campeão                     | Resultados |
| ------------------- | --------------------------------------- | -------- | ----------------------------- | ------------ | --------------------------- | ---------- |
| 22 a 26 de agosto   | APPT Manila                             | 255      | US$ 599.250                   | Brett Parise | US$ 179.775                 |            |
| 28 a 30 de setembro | APPT Seul                               | 185      | US$ 432.729                   | Ziv Bachar   | US$ 139.872                 |            |
| 22 a 27 de novembro | APPT Macau                              | 352      | US$ 809.600                   | Dinh Doat Le | US$ 222.640                 |            |
| 5 a 16 de dezembro  | APPT Sydney Big Game Poker Championship | 561      | AU$ 2.947.074 (US$ 2.580.286) | Grant Levy   | AU$ 1.000.000 (US$ 875.541) |            |

### 2.ª Temporada (2008)
| Data                           | Evento                                  | Entradas | Premiação                      | Vencedor         | Campeão                     | Resultados |
| ------------------------------ | --------------------------------------- | -------- | ------------------------------ | ---------------- | --------------------------- | ---------- |
| 1 a 9 de setembro              | APPT Macau                              | 538      | HK$ 12.497.605 (US$ 1.600.731) | Edward Sabat     | HK$ 3.540.040 (US$ 453.426) |            |
| 26 a 28 de setembro            | APPT Seul                               | 166      | US$ 400.622                    | Yoshihiro Tasaka | US$ 128.199                 |            |
| 4 a 12 de outubro              | APPT Auckland                           | 306      | NZ$ 772.728 (US$ 511.060)      | Daniel Craker    | NZ$ 257.040 (US$ 169.999)   |            |
| 12 a 16 de novembro            | APPT Manila                             | 285      | ₱ 26.789.818 (US$ 547.929)     | Van Marcus       | ₱ 8.037.000 (US$ 164.379)   |            |
| 23 de novembro a 8 de dezembro | APPT Sydney Big Game Poker Championship | 477      | AU$ 2.862.000 (US$ 1.768.983)  | Martin Rowe      | AU$ 1.000.000 (US$ 631.780) |            |

### 3.ª Temporada (2009)
| Data                           | Evento                  | Entradas | Premiação                      | Vencedor     | Campeão                     | Resultados |
| ------------------------------ | ----------------------- | -------- | ------------------------------ | ------------ | --------------------------- | ---------- |
| 15 a 30 de agosto              | APPT Macau              | 429      | HK$ 16.130.400 (US$ 2.081.106) | Dermot Blain | HK$ 4.194.000 (US$ 541.100) |            |
| 10 a 18 de outubro             | APPT Auckland           | 263      | NZ$ 789.000 (US$ 581.785)      | Simon Watt   | NZ$ 209.000 (US$ 154.110)   |            |
| 10 a 15 de novembro            | APPT Cebu               | 319      | ₱ 29.086.420 (US$ 618.360)     | Dong-bin Han | ₱ 7.410.000 (US$ 157.532)   |            |
| 22 de novembro a 7 de dezembro | APPT Grand Final Sydney | 396      | AU$ 2.376.000 (US$ 2.173.038)  | Aaron Benton | AU$ 594.000 (US$ 543.260)   |            |

### 4.ª Temporada (2010)
| Data                | Evento                  | Entradas | Premiação                      | Vencedor             | Campeão                     | Resultados |
| ------------------- | ----------------------- | -------- | ------------------------------ | -------------------- | --------------------------- | ---------- |
| 20 a 25 de março    | APPT Manila             | 430      | US$ 1.042.750                  | Binh Nguyen          | US$ 260.700                 |            |
| 3 a 23 de maio      | APPT Macau              | 342      | HK$ 12.730.608 (US$ 1.639.372) | Victorino Torres     | HK$ 3.246.200 (US$ 418.026) |            |
| 11 a 19 de setembro | APPT Auckland           | 218      | NZ$ 654.000 (US$ 478.430)      | Danny Leaoasavaii    | NZ$ 170.000 (US$ 124.363)   |            |
| 10 a 16 de novembro | APPT Cebu               | 236      | ₱ 21.518.480 (US$ 496.820)     | Vivian Im            | ₱ 5.810.000 (US$ 134.142)   |            |
| 7 a 12 de dezembro  | APPT Grand Final Sydney | 289      | AU$ 1.734.000 (US$ 1.714.354)  | Jonathan Karamalikis | AU$ 459.510 (US$ 454.304)   |            |

### 5.ª Temporada (2011)
| Data                      | Evento                   | Entradas | Premiação                      | Vencedor         | Campeão                     | Resultados |
| ------------------------- | ------------------------ | -------- | ------------------------------ | ---------------- | --------------------------- | ---------- |
| 16 de julho a 1 de agosto | APPT Melbourne           | 260      | AU$ 1.222.000 (US$ 1.305.221)  | Leo Boxell       | AU$ 330.000 (US$ 352.474)   |            |
| 22 a 28 de agosto         | APPT Snowfest Queenstown | 289      | NZ$ 342.900 (US$ 280.186)      | Marcel Schreiner | NZ$ 94.300 (US$ 77.053)     |            |
| 17 a 27 de novembro       | APPT Macau               | 575      | HK$ 15.552.600 (US$ 1.998.158) | Randy Lew        | HK$ 3.772.000 (US$ 484.617) |            |

### 6.ª Temporada (2012)
| Data                           | Evento                                 | Entradas | Premiação                      | Vencedor     | Campeão                     | Resultados |
| ------------------------------ | -------------------------------------- | -------- | ------------------------------ | ------------ | --------------------------- | ---------- |
| 7 a 11 de março                | APPT Seul                              | 268      | ₩ 717.489.600 (US$ 639.571)    | Andrew Kim   | ₩ 145.000.000 (US$ 129.253) |            |
| 24 a 30 de abril               | APPT Cebu                              | 246      | ₱ 21.953.040 (US$ 514.870)     | Hoang Anh Do | ₱ 5.927.000 (US$ 139.007)   |            |
| 26 de outubro a 11 de novembro | APPT Macau: Asia Championship of Poker | 184      | HK$ 17.305.200 (US$ 2.232.784) | Xing Zhou    | HK$ 3.547.500 (US$ 457.712) |            |

### 7.ª Temporada (2013)
| Data                          | Evento                                 | Entradas | Premiação                      | Vencedor         | Campeão                     | Resultados |
| ----------------------------- | -------------------------------------- | -------- | ------------------------------ | ---------------- | --------------------------- | ---------- |
| 12 a 17 de março              | APPT Seul                              | 222      | ₩ 594.338.400 (US$ 542.512)    | Aaron Lim        | ₩ 121.700.000 (US$ 111.088) |            |
| 29 de abril a 5 de maio       | APPT Cebu                              | 158      | ₱ 14.099.920 (US$ 341.022)     | Jaekyung Sim     | ₱ 3.948.000 (US$ 95.487)    |            |
| 7 a 16 de junho               | APPT Macau                             | 388      | HK$ 8.656.280 (US$ 1.115.226)  | Alexandre Chieng | HK$ 2.165.000 (US$ 278.926) |            |
| 30 de julho a 4 de agosto     | ANZPT/APPT Snowfest Queenstown         | 126      | NZ$ 340.200 (US$ 274.300)      | Jonathan Bredin  | NZ$ 93.600 (US$ 75.469)     |            |
| 25 de agosto a 9 de setembro  | APPT Melbourne                         | 309      | AU$ 384.300 (US$ 346.482)      | Billy Argyros    | AU$ 134.500 (US$ 121.264)   |            |
| 18 de outubro a 3 de novembro | APPT Macau: Asia Championship of Poker | 203      | HK$ 19.800.000 (US$ 2.553.382) | Sunny Jung       | HK$ 4.352.000 (US$ 561.228) |            |

### 8.ª Temporada (2014)
| Data                            | Evento                                            | Entradas | Premiação | Vencedor | Campeão | Resultados |
| ------------------------------- | ------------------------------------------------- | --- | --- | --- | --- | ---------- |
| 23 de janeiro a 10 de fevereiro | 2014 Aussie Millions Poker Championship Melbourne | 668 | AU$ 6.680.000 (US$ 5.843.912) | Amichai Barer | AU$ 1.600.000 (US$ 1.399.739) |            |
| 1 a 6 de abril                  | APPT Seul                                         | 256 | ₩ 685.363.200 (US$ 647.528) | Chane Kampanatsanyakorn | ₩ 150.000.000 (US$ 141.719) |            |
| 14 a 25 de maio                 | APPT Macau                                        | 494 | HK$ 11.021.140 (US$ 1.421.622) | Liu Jiajun | HK$ 2.776.000 (US$ 358.078) |            |
| 2 a 7 de julho                  | APPT Manila                                       | 260 | ₱ 11.349.000 (US$ 260.065) | Thanh Ha Duong | ₱ 3.472.000 (US$ 79.562) |            |
| 18 a 27 de julho                | APPT Beijing Millions                             | 2.732 | ¥ 7.376.400 (US$ 1.195.647) | Qin Chen | ¥ 675.000 (US$ 109.411) |            |
| 23 de outubro a 9 de novembro   | APPT Macau: Asia Championship of Poker            | 291 | HK$ 27.092.100 (US$ 3.493.424) | Gabriel Le Jossec | HK$ 6.300.000 (US$ 812.361) |            |
| 19 a 23 de novembro             | APPT Auckland                                     | 225 | NZ$ 506.250 (US$ 401.952) | Minh Hau Nguyen | NZ$ 111.600 (US$ 88.608) |            |
| 26 a 30 de novembro             | Hubei Millions Wuhan                              | CANCELADO - Traduzido do chinês: Após pesquisa, foi decidido cancelar o torneio nacional "2014 China (Hubei) (CHPG) Texas Holdem Tournament" originalmente programado para 25 de Novembro de 2014. | CANCELADO - Traduzido do chinês: Após pesquisa, foi decidido cancelar o torneio nacional "2014 China (Hubei) (CHPG) Texas Holdem Tournament" originalmente programado para 25 de Novembro de 2014. | CANCELADO - Traduzido do chinês: Após pesquisa, foi decidido cancelar o torneio nacional "2014 China (Hubei) (CHPG) Texas Holdem Tournament" originalmente programado para 25 de Novembro de 2014. | CANCELADO - Traduzido do chinês: Após pesquisa, foi decidido cancelar o torneio nacional "2014 China (Hubei) (CHPG) Texas Holdem Tournament" originalmente programado para 25 de Novembro de 2014. |            |
| 17 a 21 de dezembro             | 2014 Beijing Cup                                  | 346 | ¥ 2.768.000 (US$ 451.689) | Yang Zhang | ¥ 623.125 (US$ 101.683) |            |

### 9.ª Temporada (2015)
| Data                           | Evento                                            | Entradas | Premiação                      | Vencedor                         | Campeão                       | Resultados |
| ------------------------------ | ------------------------------------------------- | -------- | ------------------------------ | -------------------------------- | ----------------------------- | ---------- |
| 14 de janeiro a 2 de fevereiro | 2015 Aussie Millions Poker Championship Melbourne | 648      | AU$ 6.480.000 (US$ 5.120.101)  | Aristomenis "Manny" Stavropoulos | AU$ 1.385.500 (US$ 1.094.737) |            |
| 14 a 25 de maio                | Macau Poker Cup                                   | 987      | HK$ 10.339.812 (US$ 1.332.931) | Yuguang Li                       | HK$ 1.848.000 (US$ 238.230)   |            |
| 11 a 23 de março               | ANZPT/APPT Sydney                                 | 445      | AU$ 912.250 (US$ 696.821)      | Dimitrios "Jim" Psaros           | AU$ 183.000 (US$ 139.784)     |            |
| 6 a 12 de abril                | APPT Seul                                         | 241      | ₩ 645.205.200 (US$ 589.654)    | Jason Mo                         | ₩ 165.590.200 (US$ 151.333)   |            |
| 20 a 31 de maio                | APPT Macau                                        | 493      | HK$ 10.998.830 (US$ 1.418.739) | Yat Wai "Tony" Cheng             | HK$ 2.525.000 (US$ 325.699)   |            |
| 31 de julho a 9 de agosto      | APPT Manila                                       | 585      | ₱ 25.535.250 (US$ 559.326)     | Aaron Lim                        | ₱ 6.016.250 (US$ 131.780)     |            |
| 30 de outubro a 15 de novembro | APPT Macau: Asia Championship of Poker            | 260      | HK$ 24.206.000 (US$ 3.122.678) | Jimmy Zhou                       | HK$ 5.885.000 (US$ 759.190)   |            |

### 10.ª Temporada (2016)
| Data                           | Evento                                            | Entradas | Premiação                      | Vencedor             | Campeão                       | Resultados |
| ------------------------------ | ------------------------------------------------- | -------- | ------------------------------ | -------------------- | ----------------------------- | ---------- |
| 8 a 18 de janeiro              | Macau Millions                                    | 2.343    | HK$ 6.136.317 (US$ 790.719)    | Yifan Zheng          | HK$ 911.000 (US$ 117.390)     |            |
| 13 de janeiro a 1 de fevereiro | 2016 Aussie Millions Poker Championship Melbourne | 732      | AU$ 7.320.000 (US$ 5.124.507)  | Alan "Ari" Engel     | AU$ 1.600.000 (US$ 1.120.110) |            |
| 19 de fevereiro a 6 de março   | Macau Poker Cup MPC24 Red Dragon                  | 1.075    | HK$ 11.261.700 (US$ 1.448.184) | Ying Lin Chua        | HK$ 1.904.000 (US$ 244.842)   |            |
| 3 a 8 de maio                  | APPT Manila Megastack 5                           | 478      | ₱ 10.432.000 (US$ 220.313)     | Tzu Chieh Lo         | ₱ 2.392.350 (US$ 50.523)      |            |
| 18 a 29 de maio                | APPT Macau                                        | 533      | HK$ 11.891.230 (US$ 1.530.805) | Jian Sun             | HK$ $2.249.660 (US$ 289.608)  |            |
| 20 a 27 de junho               | APPT Seul                                         | 158      | ₩ 422.997.600 (US$ 365.893)    | Albert Paik          | ₩ 119.097.600 (US$ 103.019)   |            |
| 28 de julho a 8 de agosto      | APPT Manila Megastack 5                           | 577      | ₱ 25.186.050 (US$ 534.475)     | Linh Tran            | ₱ 6.135.000 (US$ 130.191)     |            |
| 26 de agosto a 11 de setembro  | Macau Poker Cup MPC25 Red Dragon                  | 1.145    | HK$ 11.995.020 (US$ 1.546.444) | Tom Alner            | HK$ 2.509.000 (US$ 323.469)   |            |
| 6 a 18 de outubro              | APPT Melbourne                                    | 523      | AU$ 1.072.150 (US$ 809.097)    | Ashish Gupta         | AU$ 235.875 (US$ 178.003)     |            |
| 28 de outubro a 13 de novembro | APPT Macau: Asia Championship of Poker            | 302      | HK$ 28.116.200 (US$ 3.624.679) | Vladimir Geshkenbein | HK$ 5.643.000 (US$ 727.483)   |            |

### 11.ª Temporada (2018)
| Data                            | Evento                           | Entradas | Premiação                      | Vencedor                  | Campeão                     | Resultados |
| ------------------------------- | -------------------------------- | -------- | ------------------------------ | ------------------------- | --------------------------- | ---------- |
| 26 de janeiro a 11 de fevereiro | Macau Poker Cup MPC28 Red Dragon | 1.122    | HK$ 14.692.590 (US$ 1.878.687) | Yifan Zheng               | HK$ 3.055.000 (US$ 390.631) |            |
| 14 a 25 de março                | APPT Macau                       | 356      | HK$ 12.984.032 (US$ 1.655.200) | Lin Wu                    | HK$ 3.095.000 (US$ 394.549) |            |
| 6 a 15 de abril                 | APPT Korea                       | 449      | ₩ 705.558.600 (US$ 660.784)    | Christopher Michael Soyza | ₩ 158.700.000 (US$ 148.629) |            |
| 4 a 12 de agosto                | APPT Manila                      | 1.364    | ₱ 65.492.460 (US$ 1.236.204)   | Wilson Lim                | ₱ 12.970.000 (US$ 244.815)  |            |

### 12.ª Temporada (2019)
| Data                      | Evento      | Entradas | Premiação                    | Vencedor                 | Campeão                     | Resultados |
| ------------------------- | ----------- | -------- | ---------------------------- | ------------------------ | --------------------------- | ---------- |
| 5 a 14 de abril           | APPT Korea  | 581      | ₩ 912.983.340 (US$ 802.101)  | Park Yu "Sparrow" Cheung | ₩ 198.100.000 (US$ 174.040) |            |
| 22 a 29 de junho          | APPT Jeju   | 362      | ₩ 790.065.000 (US$ 681.931)  | Huidong Gu               | ₩ 183.695.000 (US$ 158.553) |            |
| 26 de julho a 4 de agosto | APPT Manila | 1.135    | ₱ 64.405.575 (US$ 1.266.724) | Florencio Campomanes     | ₱ 11.092.500 (US$ 218.166)  |            |

### 13.ª Temporada (2020)
| Data                           | Evento      | Entradas  | Premiação                    | Vencedor    | Campeão                    | Resultados |
| ------------------------------ | ----------- | --------- | ---------------------------- | ----------- | -------------------------- | ---------- |
| 31 de janeiro a 9 de fevereiro | APPT Taipei | 425       | NT$ 12.985.800 (US$ 427.925) | Zong Chi He | NT$ 2.954.700 (US$ 97.367) |            |
| 31 de julho a 9 de agosto      | APPT Manila | CANCELADO | CANCELADO                    | CANCELADO   | CANCELADO                  |            |

### 14.ª Temporada (2022)
| Data                      | Evento           | Entradas | Premiação                  | Vencedor            | Campeão                   | Resultados |
| ------------------------- | ---------------- | -------- | -------------------------- | ------------------- | ------------------------- | ---------- |
| 30 de maio a 5 de junho   | APPT Open Manila | 464      | ₱ 16.120.880 (US$ 306.281) | Henrik Tollefsen    | ₱ 3.215.900 (US$ 61.099)  |            |
| 29 de julho a 7 de agosto | APPT Manila      | 801      | ₱ 45.452.745 (US$ 816.378) | Lai Xin Hua         | ₱ 5.973.000 (US$ 107.281) |            |
| 3 a 13 de novembro        | APPT Camboja     | 378      | US$ 494.991                | Alexander Puchalski | US$ 96.028                |            |

### 15.ª Temporada (2023)
| Data                                            | Evento / Inscrição                                                          | Entradas | Premiação                    | Vencedor        | Campeão                    | Res. |
| ----------------------------------------------- | --------------------------------------------------------------------------- | -------- | ---------------------------- | --------------- | -------------------------- | ---- |
| 5-15 Mai NagaWorld Integrated Resort Phnom Penh | APPT Camboja U$1,500 Premiação Garantida U$400,000                          | 476      | US$ 623.322                  | Chao Ting Cheng | US$ 94.448                 |      |
| 27 Jul-06 Ago Okada Manila, Parañaque           | APPT Manila ₱65,000 (~U$1,173) Premiação Garantida ₱20,000,000 (~U$361,048) | 1.354    | ₱ 76.832.730 (US$ 1.387.015) | Yuanning Wu     | ₱ 11.519.730 (US$ 207.959) |      |

### 16.ª Temporada (2024)
| Data                                               | Evento / Inscrição                                                                                      | Entradas | Premiação                  | Vencedor          | Campeão                  | Res. |
| -------------------------------------------------- | --- | -------- | -------------------------- | ----------------- | ------------------------ | ---- |
| 24 Jul-05 Ago Cove no Okada Manila, Parañaque      | APPT Manila ₱80,000 (~U$1,370) Premiação Garantida ₱55,000,000 (~U$1,000,000)                           | 1,304    | ₱91,071,360 (~U$1,560,398) | Xiong Cheng       | ₱15,000,000 (~U$257,007) |      |
| 18-27 Out Coral Lounge no Okada Manila, Parañaque  | APPT Manila ₱165,000 (~U$3,000) APPT Manila Championship Premiação Garantida ₱55,000,000 (~U$1,000,000) | 416      | ₱59,922,720 (~U$1,037,091) | Trong Hieu Ngo    | ₱11,610,000 (~U$200,936) |      |
| 15-25 Nov NagaWorld Integrated Resort, Phnom Penh- | APPT Camboja U$1,650 Premiação Garantida U$500,000                                                      | 518      | U$746,153                  | Christopher Mateo | U$126,500*               |      |

### 17.ª Temporada (2025)
| Data                                                                 | Evento / Inscrição | Entradas | Premiação   | Vencedor    | Campeão   | Res. |
| -------------------------------------------------------------------- | --- | -------- | ----------- | ----------- | --------- | ---- |
| 2-13 May NagaWorld Integrated Resort, Phnom Penh, Camboja            | APPT Camboja U$1,750 Premiação Garantida U$1,000,000                                                                      | 643      | U$1,000,000 | Hai Ha Tran | U$155,225 |      |
| 23 Jul-04 Ago Cove no Okada Manila, Parañaque, Manila, Filipinas     | APPT Manila ₱80,000 (~U$1,370) Premiação Garantida ₱55,000,000 (~U$1,000,000)                                             |          |             |             |           |      |
| 16-27 Out Coral Lounge no Okada Manila, Parañaque, Manila, Filipinas | APPT Manila (Sujeito à aprovação) APPT Manila Championship Premiação Garantida em todo evento ₱152,600,000 (~U$2,600,000) |          |             |             |           |      |